# Paweł Wiesiołek
Paweł Wiesiołek (ur. 13 sierpnia 1991 w Wyszkowie) – polski lekkoatleta, specjalizujący się w wielobojach.
W 2013 startował w młodzieżowych mistrzostwach Europy, a dwa lata później nie ukończył, z powodu urazu, startu w halowych mistrzostwach Europy oraz w 2016 podczas mistrzostw Starego Kontynentu w Amsterdamie (po biegu na 100 metrów zajmował piątą pozycję, a w konkurencji skoku w dal i pchnięcia kulą nie zaliczył żadnej próby, po czym wycofał się z dalszej rywalizacji).
Reprezentant Polski w pucharze Europy w wielobojach lekkoatletycznych.
Medalista seniorskich mistrzostw Polski ma w dorobku dziewięć złotych medali w dziesięcioboju (Białogard 2012, Zgorzelec 2014, Kraków 2015, Warszawa 2016, Suwałki 2018, Kraków 2019, Warszawa 2021,  Warszawa 2023 i Warszawa 2024).
Stawał na podium halowych mistrzostw Polski seniorów zdobywając sześć złotych (Spała 2013, Spała 2015, Toruń 2019, Toruń 2020, Toruń 2021 i Toruń 2024) oraz trzy srebrne (Spała 2012, Toruń 2018 i Toruń 2023) medale w siedmioboju.
Stawał na podium młodzieżowych mistrzostw Polski (złoto: Bydgoszcz 2011) oraz halowych mistrzostw Polski juniorów i juniorów młodszych.

## Osiągnięcia
| Rok  | Impreza                                            | Miejsce        | Konkurencja   | Lokata      | Wynik     |
| ---- | -------------------------------------------------- | -------------- | ------------- | ----------- | --------- |
| 2011 | Superliga pucharu Europy w wielobojach             | Toruń          | dziesięciobój | 22. miejsce | 7234 pkt. |
| 2013 | Młodzieżowe mistrzostwa Europy                     | Tampere        | dziesięciobój | 10. miejsce | 7547 pkt. |
| 2014 | Superliga pucharu Europy w wielobojach             | Toruń          | dziesięciobój | 13. miejsce | 7526 pkt. |
| 2015 | Halowe mistrzostwa Europy                          | Praga          | siedmiobój    | –           | DNF       |
| 2015 | I liga pucharu Europy w wielobojach                | Inowrocław     | dziesięciobój | 3. miejsce  | 7767 pkt. |
| 2015 | Mistrzostwa świata                                 | Pekin          | dziesięciobój | 17. miejsce | 7705 pkt. |
| 2016 | Mistrzostwa Europy                                 | Amsterdam      | dziesięciobój | –           | DNF       |
| 2016 | Igrzyska olimpijskie                               | Rio de Janeiro | dziesięciobój | 21. miejsce | 7784 pkt. |
| 2018 | Mistrzostwa Europy                                 | Berlin         | dziesięciobój | 13. miejsce | 7696 pkt. |
| 2019 | I liga drużynowych mistrzostw Europy w wielobojach | Ribeira Brava  | dziesięciobój | 4. miejsce  | 7753 pkt. |
| 2019 | Mistrzostwa świata                                 | Doha           | dziesięciobój | 12. miejsce | 8064 pkt. |
| 2021 | Halowe mistrzostwa Europy                          | Toruń          | siedmiobój    | 3. miejsce  | 6133 pkt. |
| 2021 | Igrzyska olimpijskie                               | Tokio          | dziesięciobój | 12. miejsce | 8176 pkt. |
| 2022 | Mistrzostwa Europy                                 | Monachium      | dziesięciobój | –           | DNF       |
| 2024 | Mistrzostwa Europy                                 | Rzym           | dziesięciobój | 17. miejsce | 7707 pkt. |

Rekordy życiowe: 
- siedmiobój (hala) – 6133 pkt. (7 marca 2021, Toruń) 2. miejsce w polskich tabelach historycznych;
- dziesięciobój (stadion) – 8333 pkt. (27 czerwca 2021, Warszawa) 2. miejsce w polskich tabelach historycznych.

## Progresja wyników
| Rok          | 2009  | 2010  | 2011 | 2012 | 2013 | 2014 | 2015 | 2016 | 2017 | 2018 | 2019 |
| Wynik (pkt.) | 6578j | 6701j | 7234 | 7342 | 7727 | 7593 | 8140 | 8095 | 8002 | 7921 | 8204 |